# Собаче Гирло (затока, Київ)
50°31′35″ пн. ш. 30°31′31″ сх. д. / 50.52642665578° пн. ш. 30.525288539951° сх. д.

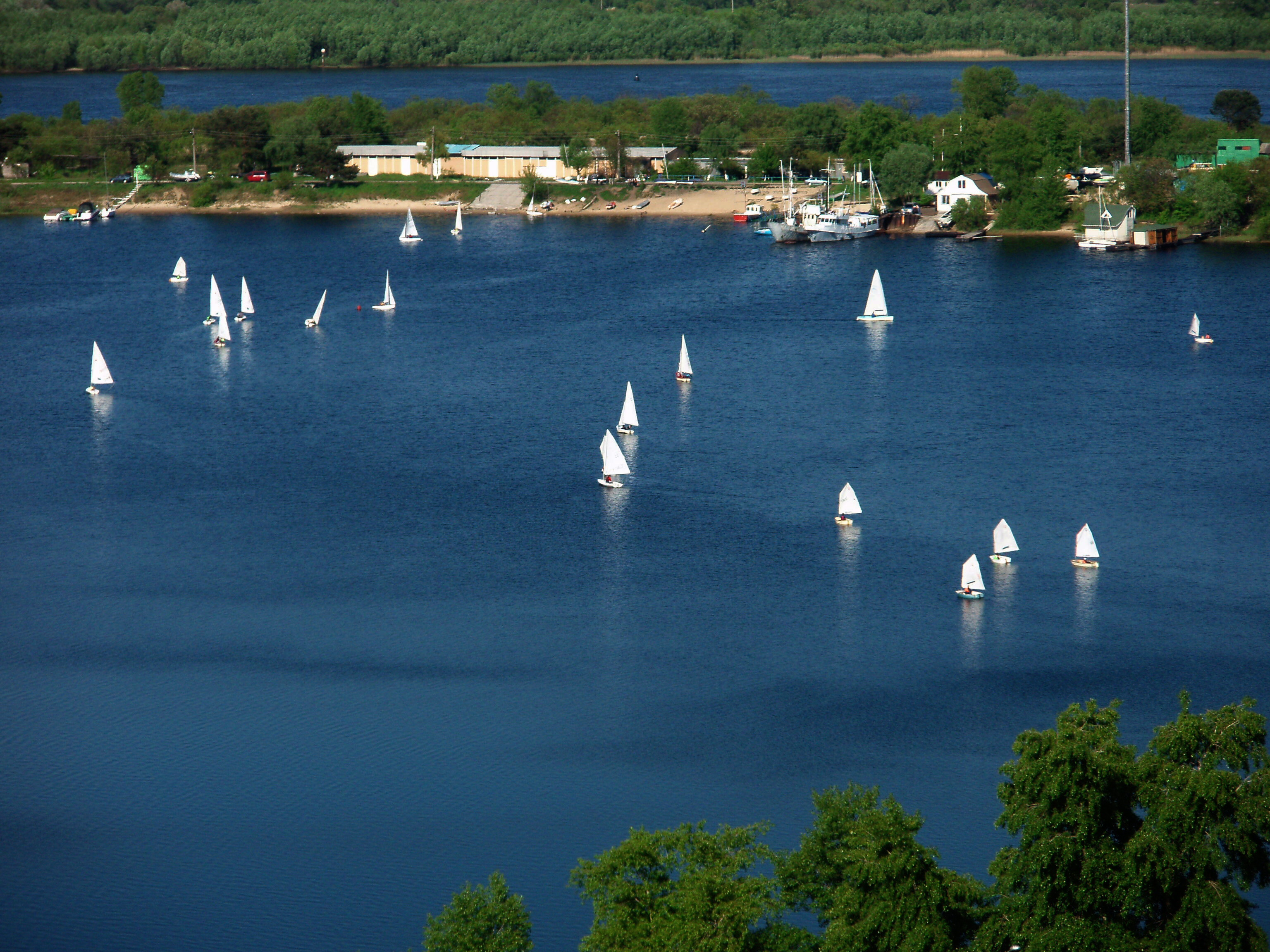

Собаче гирло, або Собаче горло — затока на правому березі Дніпра в північно-східній частині Оболонського району в Києві. Раніше була протокою, що брала початок нижче від гирла Десни та впадала в Дніпро вище за урочище Наталка. Тепер у нижній частині протока перетворилися на затоку.
Затока зі сходу обмежена однойменною косою, із заходу — північною частиною Оболонської набережної.
На берегах навколо водойми розміщені пляжі, яхт-клуб «Оболонь», а також РВП-6 — ремонтно-відстійний пункт човнів, катерів та інших плавзасобів.